# Seeon-Seebruck
Seeon-Seebruck è un comune tedesco di 4 479 abitanti, situato nel land della Baviera.